# Glioblast
Ein Glioblast ist ein aus dem Neuralrohr vom Neuroektoderm abgeleiteter Zelltyp mit der Fähigkeit, sich zu verschiedenen Zellarten der Neuroglia, den Hüll- und Stützzellen des Nervensystems zu differenzieren. Es stammt von einem Progenitor (Vorläuferzelle) der embryonalen Gliazellen (Spongioblasten), die sich mit zwei langen Fortsätzen zwischen dem Neuralrohrlumen und der äußeren Oberfläche ausspannen. Letztere können sich allerdings auch zu embryonalen Ependymzellen ausdifferenzieren.
Glioblasten differenzieren sich zu Astrozyten (sternförmige Gliazellen) und Oligodendrozyten.

## Onkologische Forschung
Aufgrund von Ähnlichkeiten bei der Immunmarkierung von Gliazellen und Glioblastomen, wurde lange angenommen, dass  Gliome sowie Glioblastome aus Gliazellen entstehen. Neuere Studien deuten allerdings darauf hin, dass Glioblastome aus Astrozyten, Vorläuferzellen von Oligodendrozyten und neuronalen Stammzellen entstehen könnten. Aus welchen Zellen Glioblastome tatsächlich entstehen, ist bislang nicht geklärt.

## Publikationen
- Jochen Fanghänel, Pschyrembel online, Artikelkategorie: Grundlagenfächer der Medizin; 05.2019; https://www.pschyrembel.de/glioblasten/K08V6/doc/ abgerufen am 28. Januar 2023
- Gray’s Anatomy, The Anatomical Basis of Clinical Practice, Editor in chief Susan Standring, 42. Auflage, 2020.